# 興國 (日本)
興國（1340年四月二十八日至1347年十二月八日）是日本南朝的年號之一。這個時代的南朝天皇是後村上天皇。

## 改元
- 延元五年四月二十八日（1340年5月25日）改元興國
- 興國七年十二月八日（1347年1月20日）改元正平

## 紀年、西曆、干支對照表
| 興國       | 元年     | 二年     | 三年     | 四年     | 五年     | 六年     | 七年     |
| 北朝年號   | 曆應三年 | 曆應四年 | 康永元年 | 康永二年 | 康永三年 | 貞和元年 | 貞和二年 |
| 儒略曆日期 | 1340年   | 1341年   | 1342年   | 1343年   | 1344年   | 1345年   | 1346年   |
| 干支       | 庚辰     | 辛巳     | 壬午     | 癸未     | 甲申     | 乙酉     | 丙戌     |